# Премия BAFTA за лучший анимационный фильм
Премия BAFTA за лучший анимационный фильм (англ. BAFTA Award for Best Animated Film) вручается Британской академией кино и телевизионных искусств с 2007 года за лучший полнометражный анимационный фильм.
Ниже приведён полный список победителей и номинантов. Имена режиссёров, продюсеров и названия фильмов, победивших в данной категории, выделены жирным шрифтом и отдельным цветом.

## 2007—2024
| Год  | Церемония | Лауреаты и номинанты |
| ---- | --------- | --- |
| 2007 | 60-я      | • «Делай ноги» — Джордж Миллер |
| 2007 | 60-я      | • «Смывайся!» — Дэвид Бауэрс, Сэм Фелл |
| 2007 | 60-я      | • «Тачки» — Джон Лассетер |
| 2008 | 61-я      | • «Рататуй» — Брэд Бёрд |
| 2008 | 61-я      | • «Симпсоны в кино» — Дэвид Сильверман |
| 2008 | 61-я      | • «Шрек Третий» — Крис Миллер |
| 2009 | 62-я      | • «ВАЛЛ-И» — Эндрю Стэнтон |
| 2009 | 62-я      | • «Вальс с Баширом» — Ари Фолман |
| 2009 | 62-я      | • «Персеполис» — Маржан Сатрапи, Венсан Паронно |
| 2010 | 63-я      | • «Вверх» — Пит Доктер |
| 2010 | 63-я      | • «Бесподобный мистер Фокс» — Уэс Андерсон |
| 2010 | 63-я      | • «Коралина в Стране Кошмаров» — Генри Селик |
| 2011 | 64-я      | • «История игрушек. Большой побег» — Ли Анкрич |
| 2011 | 64-я      | • «Гадкий я» — Крис Рено, Пьер Коффен |
| 2011 | 64-я      | • «Как приручить дракона» — Крис Сандерс, Дин Деблуа |
| 2012 | 65-я      | • «Ранго» — Гор Вербински |
| 2012 | 65-я      | • «Приключения Тинтина: Тайна «Единорога»» — Стивен Спилберг |
| 2012 | 65-я      | • «Секретная служба Санта-Клауса» — Сара Смит |
| 2013 | 66-я      | • «Храбрая сердцем» — Бренда Чапман, Марк Эндрюс, Стив Пёрселл                                                                                                  |
| 2013 | 66-я      | • «Паранорман, или Как приручить зомби» — Крис Батлер, Сэм Фелл                                                                                                 |
| 2013 | 66-я      | • «Франкенвини» — Тим Бёртон |
| 2014 | 67-я      | • «Холодное сердце» — Крис Бак, Дженнифер Ли |
| 2014 | 67-я      | • «Гадкий я 2» — Крис Рено, Пьер Коффен |
| 2014 | 67-я      | • «Университет монстров» — Дэн Сканлон |
| 2015 | 68-я      | • «Лего. Фильм» — Фил Лорд и Кристофер Миллер |
| 2015 | 68-я      | • «Город героев» — Дон Холл, Крис Уильямс |
| 2015 | 68-я      | • «Семейка монстров» — Энтони Стакки, Грэм Эннэбл |
| 2016 | 69-я      | • «Головоломка» — Пит Доктер |
| 2016 | 69-я      | • «Барашек Шон» — Марк Бёртон, Ричард Старзак |
| 2016 | 69-я      | • «Миньоны» — Пьер Коффен, Кайл Балда |
| 2017 | 70-я      | • «Кубо. Легенда о самурае» — Трэвис Найт |
| 2017 | 70-я      | • «В поисках Дори» — Эндрю Стэнтон |
| 2017 | 70-я      | • «Зверополис» — Байрон Ховард, Рич Мур |
| 2017 | 70-я      | • «Моана» — Рон Клементс, Джон Маскер |
| 2018 | 71-я      | • «Тайна Коко» — Ли Анкрич |
| 2018 | 71-я      | • «Ван Гог. С любовью, Винсент» — Хью Уэлшман, Дорота Кобела |
| 2018 | 71-я      | • «Жизнь Кабачка» — Клод Баррас |
| 2019 | 72-я      | • «Человек-паук: Через вселенные» — Боб Персичетти, Питер Рэмси, Родни Ротман, Фил Лорд                                                                         |
| 2019 | 72-я      | • «Остров собак» — Уэс Андерсон, Джереми Доусон |
| 2019 | 72-я      | • «Суперсемейка 2» — Брэд Бёрд, Джон Уокер |
| 2020 | 73-я      | • «Клаус» — Серхио Паблос, Дзинко Гото |
| 2020 | 73-я      | • «Барашек Шон: Фермагеддон» — Уилл Бечер, Ричард Фелан, Пол Кьюли                                                                                              |
| 2020 | 73-я      | • «История игрушек 4» — Джош Кули, Марк Нилсен |
| 2020 | 73-я      | • «Холодное сердце 2» — Крис Бак, Дженнифер Ли, Питер Дель Вечо                                                                                                 |
| 2021 | 74-я      | • «Душа» — Пит Доктер, Дана Мюррей |
| 2021 | 74-я      | • «Вперёд» Дэн Скэнлон, Кори Рэй |
| 2021 | 74-я      | • «Легенда о волках» — Томм Мур, Росс Стюарт, Пол Янг |
| 2022 | 75-я      | • «Энканто» — Джаред Буш, Байрон Ховард, Иветт Мерино, Кларк Спенсер                                                                                            |
| 2022 | 75-я      | • «Лука» — Энрико Касароса, Андреа Уоррен |
| 2022 | 75-я      | • «Митчеллы против машин» — Майкл Рианда, Фил Лорд, Кристофер Миллер, Курт Альбрехт                                                                             |
| 2022 | 75-я      | • «Побег» — Йонас Поэр Расмуссен, Моника Хеллстрём, Синье Бирдж Серенсен                                                                                        |
| 2023 | 76-я      | • «Пиноккио Гильермо дель Торо» — Гильермо дель Торо, Марк Густафсон                                                                                            |
| 2023 | 76-я      | • «Кот в сапогах 2: Последнее желание» — Джоэль Кроуфорд |
| 2023 | 76-я      | • «Марсель, ракушка в ботинках» — Дин Флейшер-Кэмп |
| 2023 | 76-я      | • «Я краснею» — Доми Ши |
| 2024 | 77-я      | • «Мальчик и птица» — Хаяо Миядзаки, Тосио Судзуки |
| 2024 | 77-я      | • «Побег из курятника 2» — Сэм Фелл, Лэйла Хобарт, Стив Пеграм                                                                                                  |
| 2024 | 77-я      | • «Элементарно» — Питер Сон, Денис Рим |
| 2024 | 77-я      | • «Человек-паук: Паутина вселенных» — Жуакин Душ Сантуш, Кемп Пауэрс, Джастин К. Томпсон, Ави Арад, Фил Лорд, Кристофер Миллер, Эми Паскаль, Кристина Стейнберг |
| 2025 | 78-я      | • «Уоллес и Громит: Самая дикая месть» — Ник Парк, Мерлин Кроссингем, Ричард Бик                                                                                |
| 2025 | 78-я      | • «Поток» — Гинтс Зилбалодис, Матисс Кажа |
| 2025 | 78-я      | • «Головоломка 2» — Келси Манн, Марк Нилсен |
| 2025 | 78-я      | • «Дикий робот» — Крис Сандерс, Джефф Херман |